# Strada statale 527 Bustese
La strada statale 527 Bustese (SS 527) è una strada statale italiana che collega Monza a Oleggio passando per Busto Arsizio.

## Storia
La strada statale 527 Bustese venne istituita nel 1967 con il seguente itinerario: "Innesto strada statale n. 36 «del Lago di Como e dello Spluga» dal rondò della ex Villa Reale di Monza - Mombello - Saronno - Castellanza - Busto Arsizio - Lonate Pozzolo - Tornavento - innesto strada statale n. 32 «Ticinese» ad Oleggio."
In seguito al decreto legislativo n. 112 del 1998, dal 2001, la gestione del tratto lombardo è passata dall'ANAS alla Regione Lombardia, che ha provveduto al trasferimento dell'infrastruttura al demanio della provincia di Milano e della provincia di Varese per le porzioni territorialmente competenti; la gestione del tratto piemontese è passata dall'ANAS alla Regione Piemonte che ha provveduto al trasferimento dell'infrastruttura al demanio della Provincia di Novara. Con l'istituzione della provincia di Monza e Brianza per scorporo dalla provincia di Milano, dall'aprile 2009, la gestione del tratto competente è passata alla neonata provincia. In applicazione delle norme di legge, inoltre, le competenze delle province sono state applicate solo ai tratti relativi ai comuni minori, mentre nelle città l'arteria venne retrocessa a strada locale e gestita direttamente dai comuni.
In base all'attuazione del piano rientro strade 2021, su decreto legge del governo, l'intero tracciato è stato riconosciuto nuovamente di interesse sovralocale, tornando di fatto alla originaria gestione ANAS, affidando ai comuni la manutenzione ordinaria dei tratti urbani.

## Percorso

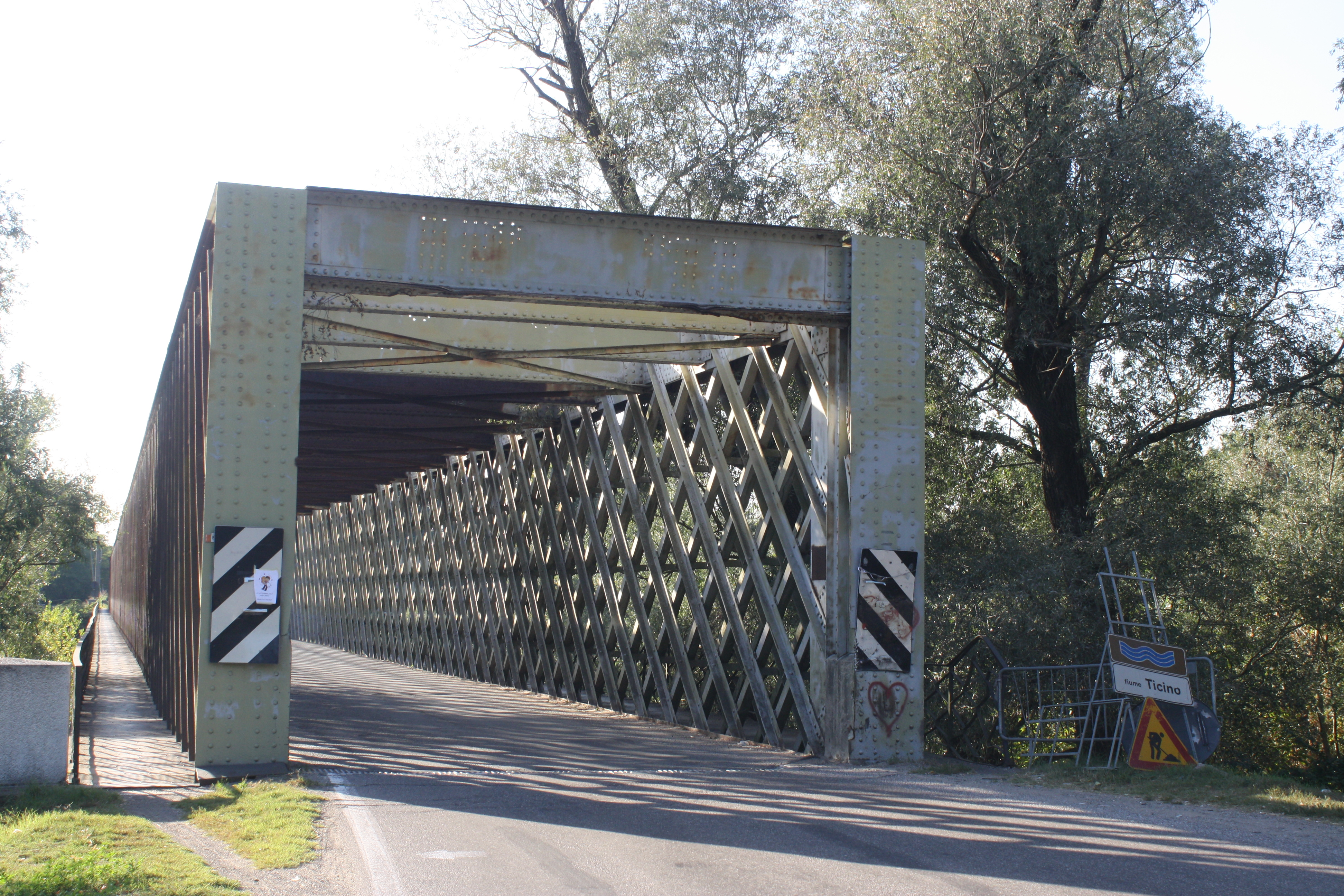
Il ponte di Oleggio, sopra il quale la strada statale 527 Bustese attraversa il fiume Ticino

Ha origine a Monza, con chilometro zero posto in corrispondenza del rondò che conclude il vialone della Villa Reale, e attraversa l'area densamente urbanizzata del Monzese (Muggiò, Nova Milanese, Varedo, Limbiate), dell'alto milanese (Solaro, Rescaldina, Legnano, Vanzaghello) ed attraversa la parte bassa della provincia di Varese nei comuni di Saronno, Uboldo, Castellanza, Busto Arsizio e Lonate Pozzolo, dove interseca la strada statale 336 dir dell'Aeroporto della Malpensa. Termina infine ad Oleggio, dove si immette sulla strada statale 32 Ticinese.
La struttura serve ed unisce inoltre altre importantissime arterie quali la strada statale 33 del Sempione, la ex strada statale 35 (superstrada Milano-Meda), la strada statale 36 (superstrada Milano-Lecco), la ex strada statale 233 Varesina, l'autostrada A8 Milano-Varese e l'autostrada A9 Lainate-Como-Chiasso. Nel saronnese il tracciato è diviso in due tronchi: la tratta proveniente da Monza termina sulla ex strada statale 233 Varesina, in corrispondenza dello svincolo autostradale Origgio-Uboldo: da ciò il popolare nome di Monza-Saronno dato all'arteria in queste zone. La seconda tratta in direzione Oleggio ha origine dalla medesima strada statale un paio di chilometri più a nord all'altezza del supermercato Esselunga.